# Minecraft Pi Edition
Minecraft: Pi Edition es una versión de Minecraft desarrollado para la placa computadora (SBC) de bajo coste Raspberry Pi. Se basa en la ya existente Pocket Edition, pero está ligeramente modificada, que contiene un conjunto de características revisadas y un soporte para múltiples lenguajes de programación. La Pi Edition está pensada como una herramienta educativa para los programadores principiantes. Está disponible para su descarga de manera gratuita, bajo la licencia GNU, desde la página de descargas de Minecraft Pi y los usuarios están invitados a emplear su API pública para controlar el juego programáticamente.

## Desarrollo
Minecraft Pi Edition fue anunciado originalmente en la web de Mojang el 24 de noviembre de 2012. Más tarde se lanzó públicamente, el 11 de febrero de 2013, y fue anunciada por Mojang en su web.